# Bistum Ciudad Juárez

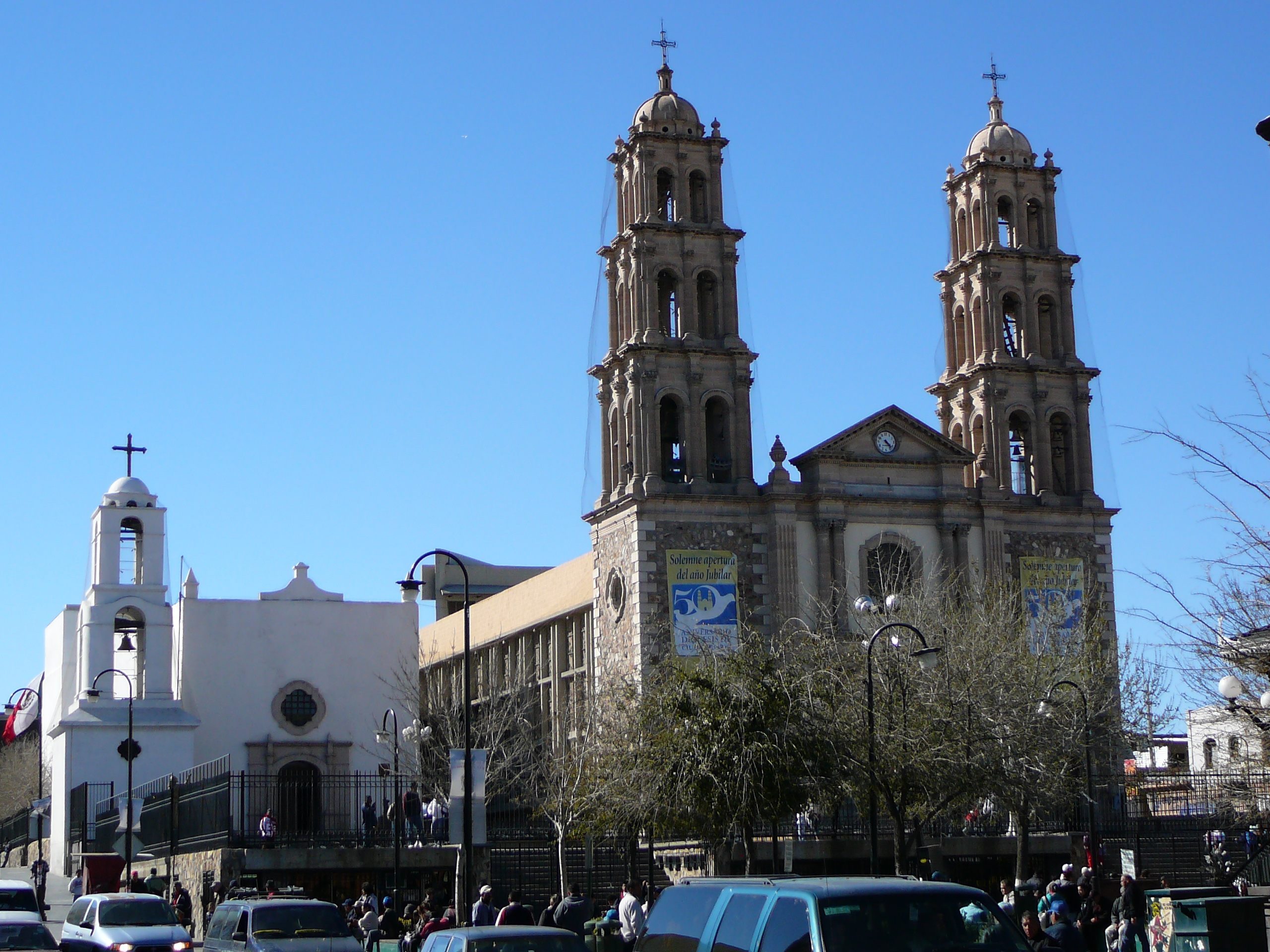
Kathedrale Nuestra Señora de Guadalupe in Ciudad Juárez

Das Bistum Ciudad Juárez (lat. Dioecesis Civitatis Iuarezensis, span. Diócesis de Ciudad Juárez) ist eine römisch-katholische Diözese mit Sitz in Ciudad Juárez (Mexiko).

## Geschichte
Das Bistum wurde am 10. April 1957 durch Papst Pius XII. mit der Apostolischen Konstitution In similitudinem Christi aus Gebietsabtretungen des Bistums Chihuahua errichtet. Es wurde dem Erzbistum Chihuahua als Suffraganbistum unterstellt. Am 25. April 1966 gab das Bistum Ciudad Juárez Teile seines Territoriums zur Gründung der mit der Apostolischen Konstitution In Christi similitudinem errichteten Territorialprälatur Madera ab. Eine weitere Gebietsabtretung erfolgte am 13. April 1977 zur Gründung der mit der Apostolischen Konstitution Praecipuum animarum errichteten Territorialprälatur Nuevo Casas Grandes.

## Bischöfe von Ciudad Juárez
- Manuel Talamás Camandari, 1957–1992
- Juan Sandoval Íñiguez, 1992–1994, dann Erzbischof von Guadalajara
- Renato Ascencio León, 1994–2014
- José Guadalupe Torres Campos, seit 2014